# Funhouse
Funhouse é o quinto álbum de estúdio da cantora norte-americana Pink, lançado pela LaFace Records em todo o mundo em 24 de outubro de 2008. O álbum estreou em segundo lugar na parada da Billboard 200, vendendo cerca de 180 mil cópias na primeira semana e alcançando o número um nas paradas em sete países, incluindo Austrália, Nova Zelândia, Holanda e Reino Unido. Funhouse vendeu mais de seis milhões de cópias em todo o mundo.
Os singles do álbum incluem "Sober", "Please Don't Leave Me", "Funhouse", "I Don't Believe You", "Glitter In the Air", e o single de número um no EUA, "So What". O Funhouse garantiu três indicações ao Grammy Awards e cinco indicações para o MTV Video Music Awards para a Pink. Em 2009 o álbum foi relançando para incluir um DVD como extra, e foi acompanhado pelo lançamento da Funhouse Tour: Live in Australia, um álbum ao vivo gravado quando sua tour passou pela Austrália.

## Performance
Assim como "So What" é o hit solo da Pink mais bem sucedido nas paradas musicais, Funhouse também é o álbum com a maior estreia da carreira da cantora.
O álbum estreou na Billboard 200 na segunda posição, vendendo cerca de 180 mil cópias nos Estados Unidos. Na Austrália o álbum estreou na primeira posição e conseguiu o certificado de seis vezes platina, que corresponde a mais de 420 mil cópias no país. No Reino Unido estreou pela primeira vez na primeira posição das tabelas inglesas e vendeu cerca de 115 mil cópias, somente na primeira semana. Na Nova Zelândia o álbum ganhou o certificado de platina duplo, com 30 mil cópias, e na Suíça também é platina com 45 mil cópias. Até o momento vendeu mais de sete milhões de cópias.
Funhouse ainda foi o álbum com mais músicas que estrearam na Billboard Hot 100, "So What" #1, "Sober" #15, "Please Don't Leave Me" #17, "Funhouse" #44, "Glitter in The Air" #18, e "I Don't Believe You" que quase entrou e atingiu a posição #107.

## Lista de Faixas
Edição padrão
| N.º | Título                  | Compositor(es)                                         | Produtor(es)                   | Duração |  |
| 1.  | "So What"               | Pink, Max Martin, Shellback                            | Martin                         | 3:34    |  |
| 2.  | "Sober"                 | Pink, Nathaniel Hills, Kara DioGuardi, Marcella Araica | Danja, Tony Kanal, Jimmy Harry | 4:10    |  |
| 3.  | "I Don't Believe You"   | Pink, Martin                                           | Martin                         | 4:35    |  |
| 4.  | "One Foot Wrong"        | Pink, Eg White                                         | Eg White                       | 3:22    |  |
| 5.  | "Please Don't Leave Me" | Pink, Martin                                           | Martin                         | 3:51    |  |
| 6.  | "Bad Influence"         | Pink, Billy Mann, Butch Walker, MachoPsycho            | Mann, Walker, MachoPsycho      | 3:35    |  |
| 7.  | "Funhouse"              | Pink, Tony Kanal, Jimmy Harry                          | Kanal, Harry                   | 3:24    |  |
| 8.  | "Crystal Ball"          | Pink, Mann                                             | Mann                           | 3:25    |  |
| 9.  | "Mean"                  | Pink, Walker                                           | Walker                         | 4:17    |  |
| 10. | "It's All Your Fault"   | Pink, Martin, Shellback                                | Martin                         | 3:51    |  |
| 11. | "Ave Mary A"            | Pink, Mann, Pete Wallace                               | Mann, Al Clay, Wallace         | 3:15    |  |
| 12. | "Glitter in the Air"    | Pink, Mann                                             | Mann                           | 3:46    |  |

| Faixas bônus da edição internacional |                                               |                |              |         |  |
| N.º                                  | Título                                        | Compositor(es) | Produtor(es) | Duração |  |
| 13.                                  | "This is How It Goes Down" (com Travie McCoy) | Pink, Walker   | Walker       | 3:18    |  |

| Faixas bônus da edição do Reino Unido e Japão |                        |                         |              |         |  |
| N.º                                           | Título                 | Compositor(es)          | Produtor(es) | Duração |  |
| 14.                                           | "Boring"               | Pink, Martin, Shellback | Martin       | 3:14    |  |
| 15.                                           | "So What" (videoclipe) |                         |              | 3:45    |  |

| Faixas bônus da edição de luxo digital americana |                                               |                  |              |         |  |
| N.º                                              | Título                                        | Compositor(es)   | Produtor(es) | Duração |  |
| 13.                                              | "Why Did I Ever Like You"                     | Pink, Greg Wells | Wells        | 3:25    |  |
| 14.                                              | "Could've Had Everything"                     | Pink, White      | White        | 3:09    |  |
| 15.                                              | "So What" (videoclipe)                        |                  |              | 3:45    |  |
| 16.                                              | "This Is How It Goes Down" (com Travie McCoy) | Pink, Walker     | Walker       | 3:20    |  |

### Edição da Tour CD e DVD
Inclui CD e DVD .  O CD inclui faixas da Edição Padrão do álbum com duas faixas bônus: "This Is How It Goes Down," com Travie McCoy e "Push You Away".
| CD  |                                               |                                                        |                                |         |  |
| N.º | Título                                        | Compositor(es)                                         | Produtor(es)                   | Duração |  |
| 1.  | "So What"                                     | Pink, Max Martin, Shellback                            | Martin                         | 3:34    |  |
| 2.  | "Sober"                                       | Pink, Nathaniel Hills, Kara DioGuardi, Marcella Araica | Danja, Tony Kanal, Jimmy Harry | 4:10    |  |
| 3.  | "I Don't Believe You"                         | Pink, Martin                                           | Martin                         | 4:35    |  |
| 4.  | "One Foot Wrong"                              | Pink, Eg White                                         | Eg White                       | 3:22    |  |
| 5.  | "Please Don't Leave Me"                       | Pink, Martin                                           | Martin                         | 3:51    |  |
| 6.  | "Bad Influence"                               | Pink, Billy Mann, Butch Walker, MachoPsycho            | Mann, Walker, MachoPsycho      | 3:35    |  |
| 7.  | "Funhouse"                                    | Pink, Tony Kanal, Jimmy Harry                          | Kanal, Harry                   | 3:24    |  |
| 8.  | "Crystal Ball"                                | Pink, Mann                                             | Mann                           | 3:25    |  |
| 9.  | "Mean"                                        | Pink, Walker                                           | Walker                         | 4:17    |  |
| 10. | "It's All Your Fault"                         | Pink, Martin, Shellback                                | Martin                         | 3:51    |  |
| 11. | "Ave Mary A"                                  | Pink, Mann, Pete Wallace                               | Mann, Al Clay, Wallace[a]      | 3:15    |  |
| 12. | "Glitter in the Air"                          | Pink, Mann                                             | Mann                           | 3:46    |  |
| 13. | "This Is How It Goes Down" (com Travie McCoy) | Pink, Walker                                           | Walker                         | 3:18    |  |
| 14. | "Push You Away" (Faixa bônus)                 | Pink, Walker                                           | Walker                         | 3:02    |  |

| DVD |                                                                      |                                |                     |         |  |
| N.º | Título                                                               | Compositor(es)                 | Produtor(es)        | Duração |  |
| 1.  | "So What" (videoclipe)                                               | Pink, Martin, Shellback        | Martin              | 3:35    |  |
| 2.  | "Funhouse" (videoclipe)                                              | Pink, Kanal, Harry             | Kanal, Harry        | 3:09    |  |
| 3.  | "Sober" (videoclipe)                                                 | Pink, Hills, DioGuardi, Ariaca | Danja, Kanal, Harry | 4:24    |  |
| 4.  | "Please Don't Leave Me" (videoclipe)                                 | Pink, Martin                   | Martin              | 3:53    |  |
| 5.  | "I Don't Believe You" (Ao vivo da Austrália)                         | Pink, Martin                   |                     | 4:36    |  |
| 6.  | "Please Don't Leave Me" (Ao vivo da Austrália)                       | Pink, Martin                   |                     | 3:52    |  |
| 7.  | "So What" (Ao vivo da Austrália)                                     | Pink, Martin, Shellback        |                     | 3:35    |  |
| 8.  | "Track-by-Track" (vídeo comentário) (não disponível no iTunes Store) |                                |                     |         |  |

### Edição Especial Tchibo da Alemanha
Um edição de dois discos com a edição internacional do álbum e um bônus disco com Live in Australia EP, que foi lançada exclusivamente nas lojas Tchibo da Alemanhã.
| Funhouse |                                               |                                                        |                                |         |  |
| N.º      | Título                                        | Compositor(es)                                         | Produtor(es)                   | Duração |  |
| 1.       | "So What"                                     | Pink, Max Martin, Shellback                            | Martin                         | 3:34    |  |
| 2.       | "Sober"                                       | Pink, Nathaniel Hills, Kara DioGuardi, Marcella Araica | Danja, Tony Kanal, Jimmy Harry | 4:10    |  |
| 3.       | "I Don't Believe You"                         | Pink, Martin                                           | Martin                         | 4:35    |  |
| 4.       | "One Foot Wrong"                              | Pink, Eg White                                         | Eg White                       | 3:22    |  |
| 5.       | "Please Don't Leave Me"                       | Pink, Martin                                           | Martin                         | 3:51    |  |
| 6.       | "Bad Influence"                               | Pink, Billy Mann, Butch Walker, MachoPsycho            | Mann, Walker, MachoPsycho      | 3:35    |  |
| 7.       | "Funhouse"                                    | Pink, Tony Kanal, Jimmy Harry                          | Kanal, Harry                   | 3:24    |  |
| 8.       | "Crystal Ball"                                | Pink, Mann                                             | Mann                           | 3:25    |  |
| 9.       | "Mean"                                        | Pink, Walker                                           | Walker                         | 4:17    |  |
| 10.      | "It's All Your Fault"                         | Pink, Martin, Shellback                                | Martin                         | 3:51    |  |
| 11.      | "Ave Mary A"                                  | Pink, Mann, Pete Wallace                               | Mann, Al Clay, Wallace         | 3:15    |  |
| 12.      | "Glitter in the Air"                          | Pink, Mann                                             | Mann                           | 3:46    |  |
| 13.      | "This Is How It Goes Down" (com Travie McCoy) | Pink, Walker                                           | Walker                         | 3:18    |  |

| Live in Australia EP |                                 |                                 |              |         |  |
| N.º                  | Título                          | Compositor(es)                  | Produtor(es) | Duração |  |
| 1.                   | "Bad Influence" (Ao vivo)       | Pink, Mann, Walker, MachoPsycho |              | 3:51    |  |
| 2.                   | "Just Like a Pill" (Ao vivo)    | Pink, Dallas Austin             |              | 3:26    |  |
| 3.                   | "I Don't Believe You" (Ao vivo) | Pink, Martin                    |              | 4:36    |  |
| 4.                   | "Glitter in the Air" (Ao vivo)  | Pink, Mann                      |              | 5:16    |  |
| 5.                   | "Ave Mary A" (Ao vivo)          | Pink, Mann, Wallace             |              | 3:23    |  |

Notes
- ↑[a]  co-produtor.

## Histórico de lançamento
| País           | Data                   | Gravadora       |
| -------------- | ---------------------- | --------------- |
| Holanda        | 24 de Outubro de 2008  | Sony BMG        |
| Bélgica        | 24 de Outubro de 2008  | Sony BMG        |
| Alemanha       | 24 de Outubro de 2008  | Sony BMG        |
| Suíça          | 24 de Outubro de 2008  | Sony BMG        |
| Austrália      | 25 de Outubro de 2008  | Sony BMG        |
| Hong Kong      | 27 de Outubro de 2008  | Sony BMG HK     |
| Coreia do Sul  | 27 de Outubro de 2008  | Sony BMG        |
| México         | 27 de Outubro de 2008  | Sony BMG        |
| Reino Unido    | 27 de Outubro de 2008  | RCA             |
| Estados Unidos | 28 de Outubro de 2008  | LaFace          |
| Canadá         | 28 de Outubro de 2008  | LaFace          |
| Espanha        | 28 de Outubro de 2008  | Sony BMG        |
| Suécia         | 29 de Outubro de 2008  | Sony BMG        |
| Irã            | 30 de Outubro de 2008  | Sony BMG        |
| Brasil         | 31 de Outubro de 2008  | Sony BMG        |
| Rússia         | 3 de Novembro de 2008  | Sony BMG Russia |
| Oriente Médio  | 5 de Novembro de 2008  |                 |
| Japão          | 26 de Novembro de 2008 | BMG Japan       |

### Paradas musicais
| País (2008/2009) | Melhor posição | Certificado | Vendas     |
| ---------------- | -------------- | ----------- | ---------- |
| Áustria          | 3              | Platina     | 40 000     |
| Canadá           | 3              | 2× Platina  | 250 000+   |
| Irlanda          | 2              | 3× Platina  | 45 000     |
| Itália           | 6              | Ouro        | 30.000     |
| Japão            | 3              | Ouro        | 70 000+    |
| México           | 2              | Ouro        | 50 000+    |
| Reino Unido      | 1              | 3× Platina  | 1 073 154+ |
| Estados Unidos   | 2              | 2× Platina  | 2 070 012  |
| Alemanha         | 2              | 4× Platina  | 800 000+   |
| Suíça            | 1              | 3× Platina  | 100 000+   |
| Nova Zelândia    | 1              | 3× Platina  | 45 000+    |
| Austrália        | 1              | Diamante    | 770 000+   |
| França           | 4              | Platina     | 250 000+   |
| Polónia          | 9              | Ouro        | 10 000+    |
| Rússia           | 2              | Platina     | 30 000+    |
| Chéquia          | 5              |             | +5.000     |
| Suécia           | 3              | Ouro        | 20 000+    |
| Espanha          | 17             |             | +10.000    |
| Argentina        | 1              | Ouro        | +20.000    |

| Vendas Mundiais |
| --------------- |
| 6,500,000+      |